# Great Budworth
Great Budworth är en ort och civil parish i Storbritannien.   Den ligger i kommunen Cheshire West and Chester i riksdelen England, i den centrala delen av landet, 250 km nordväst om huvudstaden London. Great Budworth ligger 50 meter över havet och antalet invånare är 339.
Terrängen runt Great Budworth är platt, och sluttar söderut. Runt Great Budworth är det tätbefolkat, med 331 invånare per kvadratkilometer. Närmaste större samhälle är Northwich, 3,9 km söder om Great Budworth. Trakten runt Great Budworth består i huvudsak av gräsmarker.